# Fontaine de la place Sainte-Croix
La fontaine de la place Sainte-Croix est une fontaine située dans le centre historique de Metz.

## Localisation
La fontaine se situe sur la place Sainte-Croix à Metz.

## Histoire
La fontaine fut construite en 1734 et en 1770 elle fut restaurée par le sculpteur Rollier. Elle fut lourdement endommagée pendant la Révolution Française et fut réhabilitée avec une forme différente de celle initiale[réf. souhaitée].
La fontaine est inscrite au titre des monuments historiques par arrêté du 6 juin 1929.